# Hebreos 12

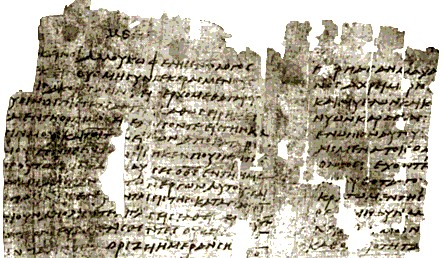
Epístola a los Hebreos 2:14-5:5; 10:8-22; 10:29-11:13; 11:28-12:17 en el Papiro 13 (225-250 d.C.).

Hebreos 12 es el decimosegundo capítulo de la Epístola a los Hebreos del Nuevo Testamento de la Biblia cristiana. El autor es anónimo, aunque la referencia interna a «nuestro hermano Timoteo» (Hebreos 13:23) provoca una atribución tradicional a Pablo, pero esta atribución se discute desde el siglo II y no hay pruebas decisivas de la autoría. Este capítulo contiene la llamada a responder con gratitud y nobleza a la invitación de Dios.

## Texto
El texto original fue escrito en griego koiné. Este capítulo está dividido en 29 versículos.

### Testigos textuales
Algunos manuscritos antiguos que contienen el texto de este capítulo son:
- Papiro 46 (175-225; completo)[5]
- Papiro 13 (225-250 d. C.; Versículos 1-17 existentes)[5]
- Códice Vaticano (325-350)
- Codex Sinaiticus (330-360)
- Codex Alexandrinus (400-440)
- Codex Ephraemi Rescriptus (ca. 450; Versículos 16-29 existentes)
- Codex Freerianus (~450; existen los versículos 1,7-9,16-18,25-27)
- Codex Claromontanus (~550)
- Codex Coislinianus (~550; existen los versículos 10-15)